# Бхавнагар
Бхавна́гар (гудж. ભાવનગર, гінді भावनगर, англ. Bhavnagar) — місто і порт в Північно-Заході Індії, у штаті Гуджарат, на півострові Катхіявар, на березі Камбейської затоки Аравійського моря. Населення 510 974 особи (2001). Заснований в 1723 році Бхавсінджі Гохілом.
Бхавнагар є адміністративним центром району Бхавнагар. Бхавнагар також називають культурною столицею Саураштри.

## Клімат
Місто знаходиться у зоні, котра характеризується кліматом помірних степів та напівпустель. Найтепліший місяць — травень із середньою температурою 32.8 °C (91 °F). Найхолодніший місяць — січень, із середньою температурою 20.6 °С (69 °F).
| Клімат Бхавнагара       | Клімат Бхавнагара | Клімат Бхавнагара | Клімат Бхавнагара | Клімат Бхавнагара | Клімат Бхавнагара | Клімат Бхавнагара | Клімат Бхавнагара | Клімат Бхавнагара | Клімат Бхавнагара | Клімат Бхавнагара | Клімат Бхавнагара | Клімат Бхавнагара | Клімат Бхавнагара |
| Показник                | Січ.              | Лют.              | Бер.              | Квіт.             | Трав.             | Черв.             | Лип.              | Серп.             | Вер.              | Жовт.             | Лист.             | Груд.             | Рік               |
| Абсолютний максимум, °C | 35                | 38                | 43                | 45                | 46                | 45                | 40                | 38                | 40                | 41                | 38                | 35                | 46                |
| Середній максимум, °C   | 28                | 30                | 35                | 38                | 40                | 37                | 33                | 32                | 33                | 35                | 32                | 29                | 34                |
| Середня температура, °C | 20                | 22                | 26                | 30                | 32                | 31                | 29                | 28                | 28                | 28                | 24                | 21                | 27                |
| Середній мінімум, °C    | 12                | 14                | 18                | 23                | 25                | 26                | 25                | 25                | 23                | 21                | 17                | 13                | 20                |
| Абсолютний мінімум, °C  | 0                 | 2                 | 8                 | 12                | 19                | 20                | 20                | 21                | 20                | 13                | 6                 | 5                 | 0                 |
| Норма опадів, мм        | 0                 | 0                 | 0                 | 0                 | 10                | 90                | 170               | 130               | 90                | 20                | 0                 | 0                 | 560               |
| Днів з дощем            | 0                 | 0                 | 0                 | 0                 | 1                 | 6                 | 10                | 8                 | 5                 | 1                 | 0                 | 0                 | 35                |
| Вологість повітря, %    | 48                | 42                | 41                | 44                | 53                | 64                | 75                | 80                | 75                | 56                | 49                | 50                | 56                |
| ----------------------- | ----------------- | ----------------- | ----------------- | ----------------- | ----------------- | ----------------- | ----------------- | ----------------- | ----------------- | ----------------- | ----------------- | ----------------- | ----------------- |
| Джерело: Weatherbase    |                   |                   |                   |                   |                   |                   |                   |                   |                   |                   |                   |                   |                   |